# Ogdenia mutilla
Genre
Synonymes
- Rooseveltia Peckham & Peckham, 1907 nec Jordan & Seale, 1906

Espèce
Synonymes
- Rooseveltia mutilla Peckham & Peckham, 1907

Ogdenia mutilla, unique représentant du genre Ogdenia, est une espèce d'araignées aranéomorphes de la famille des Salticidae.

## Distribution
Cette espèce se rencontre en Malaisie, à Singapour, au Viêt Nam et en Chine,.

## Description
La femelle holotype mesure 10 mm.
La carapace du mâle décrit par Yang, Hoang, Wang, Maddison et Zhang en 2024 mesure 3,27 mm de long sur 2,65 mm et l'abdomen 4,19 mm de long sur 2,39 mm et la carapace de la femelle 3,45 mm de long sur 2,81 mm et l'abdomen 4,70 mm de long sur 3,04 mm, les mâles mesurent de 6,51 à 8,00 mm et les femelles de 7,98 à 10,00 mm.

## Systématique et taxinomie
Cette espèce a été décrite sous le protonyme Rooseveltia mutilla par Peckham et Peckham en 1907. Rooseveltia Peckham & Peckham, 1907 étant préoccupe par Rooseveltia Jordan & Seale, 1906 dans les poissons, il est renommé Ogdenia par Peckham en 1908.

## Étymologie
Ce genre est nommé en l'honneur de H. V. Ogden.
Son nom d'espèce lui a été donné en raison à sa ressemblance avec les hyménoptères du genre Mutilla.

## Publications originales
- Peckham & Peckham, 1907 : « The Attidae of Borneo. » Transactions of the Wisconsin Academy of Sciences, Arts, and Letters, vol. 15, p. 603-653 (texte intégral).
- Peckham, 1908 : « The generic name Rooseveltia. » Bulletin of the Wisconsin Natural History Society, vol. 6, p. 171 (texte intégral).